# Artūrs Plēsnieks
Artūrs Plēsnieks (Dobele, 21 de enero de 1992) es un deportista letón que compite en halterofilia.
Participó en tres Juegos Olímpicos de Verano, obteniendo una medalla de bronce en Tokio 2020, en la categoría de 109 kg, el séptimo lugar en Londres 2012 y el octavo en Río de Janeiro 2016.
Ganó dos medallas en el Campeonato Mundial de Halterofilia, plata en 2017 y bronce en 2015, y dos medallas en el Campeonato Europeo de Halterofilia, oro en 2016 y bronce en 2013.

## Palmarés internacional
| Juegos Olímpicos   | Juegos Olímpicos         | Juegos Olímpicos  | Juegos Olímpicos |
| Año                | Lugar                    | Medalla           | Categoría        |
| ------------------ | ------------------------ | ----------------- | ---------------- |
| 2020               | Tokio (Japón)            | Medalla de bronce | 109 kg           |
| Campeonato Mundial |                          |                   |                  |
| Año                | Lugar                    | Medalla           | Categoría        |
| 2015               | Houston (Estados Unidos) | Medalla de bronce | 105 kg           |
| 2017               | Anaheim (Estados Unidos) | Medalla de plata  | 105 kg           |
| Campeonato Europeo |                          |                   |                  |
| Año                | Lugar                    | Medalla           | Categoría        |
| 2013               | Tirana (Albania)         | Medalla de bronce | 105 kg           |
| 2016               | Førde (Noruega)          | Medalla de oro    | 105 kg           |